# Inma Errea
Inma Errea Cleix (Pamplona, Navarra, 15 de noviembre de 1960) es una escritora navarra que escribe en euskera, traductora y periodista.
Licenciada en Ciencias de la Información, actualmente trabaja como traductora-intérprete de euskera-castellano en el Ayuntamiento de Pamplona.
Autora del ensayo Literatura eta Harrikoa (Pamiela, 2003) sobre literatura y género, y de la letra de la composición musical para ochotes Irria irrika del compositor Carlos Etxeberria (2º premio en el certamen Kanta Berri de Baiona de 2004). 
Ha traducido al euskera, entre otros, el ensayo de Stéphane Hessel Indignez vous !
Colaboradora habitual en diversos medios de comunicación en euskera.

## Obra
- Iruña, navarra. Poema publicado en la obra colectiva Iruñean hogeita bortz urtez, Euskaltegi Arturo Campión, 1997.

- Literatura eta Harrikoa (La literatura en el fregadero). Ensayo, Pamiela, 2003.

- Bidaia (El viaje). Relato, Revista Nabarra, 2005.

- JKR, leizeetako eskualdean (JKR en la comarca de las grutas), cuento publicado en la obra colectiva Lauburu. Pirinioetako kontakizunak (Relatos del Pirineo), EIE, 2006.

- Lekukotza (Testimonio). Relato inédito en euskera y publicado en castellano en Narrativa vasca actual (II), Pamiela, 2014.

## Traducciones literarias

### 1. Ensayo
- Haserretu zaitezte! (Indignez-vous !), de Stéphane Hessel, Denonartean, 2011.

- Ekonomialari harrituen manifestua (Manifeste des économistes atterrés) de P. Askenzy, T. Coutrot, A. Orléan y H. Sterdyniak. Denonartean, 2011.
- Ez duzu deus ikusi Fukushiman (Tu n'as rien vu à Fukushima), de Daniel de Roulet, Denonartean, 2011.
- Filosofia alabari azaldua (La Philosophie expliquée à ma fille), de Roger-Pol Droit, Denonartean, 2014.

### 2. Literatura infantil
- Non zaude, Ilargi? (Où es-tu Lune ?), de Émile Jadoul, Denonartean, 2011.
- Luka eta denbora izozteko makina (Luka y la máquina de congelar el tiempo), de Unai Pascual, Denonartean, 2011
- Hibiscus, de CélineSorin y Célia Chauffrey, Denonartean, 2011.
- Txalo artzain-txakurra (Cloe, la perra ovejera), de Natalia Soria de Carlos, Denonartean, 2012.
- Txibi inurri laboraria (Nora, la hormiga campesina), de Natalia Soria de Carlos, Denonartean, 2013.
- Loixun uso hegalaria (Mirta, la paloma viajera), de Natalia Soria de Carlos, Denonartean, 2013.